# EMD GL8
A EMD GL8 é uma locomotiva diesel-elétrica produzida pela GM-EMD para exportação, com muitas unidades produzidas nas décadas de 50 e 60 para ferrovias de todo mundo, adaptável em qualquer bitola entre 1,676 e 1,000m.
Foi desenvolvida para linhas de menor carga por eixo, servindo também para manobras. É uma locomotiva de serviço geral (G de General Purpouse), leve (L de light) sendo movidas pelo motor EMD 8-567C, com cerca de 875 hp para tração. 
Quando novas eram usadas para tração de trens de carga e passageiros sendo usadas em tração simples, duplas, triplas ou mesmo quadras.
Atualmente é utilizada para manobra, para tracionar composição de manutenção de via na FCA e ALL, ou tração em ferrovias menores (Ferrovia Teresa Cristina) ou mal equipadas (finada Brasil Ferrovias). Também é utilizada no transporte turístico de passageiros pela ABPF, que recebeu da FCA um exemplar que pertenceu à Companhia Mogiana.
Operam hoje na FCA 6 locomotivas GL8, sendo: 2 originarias da Mogiana, 1 da Sorocabana e 3 da Leopoldina.

## Lista das Locomotivas

### Companhia Mogiana
- A GL8 57 retornou à operação em 18/11/2017 após 22 meses de trabalho de restauro realizado pela Associação Brasileira de Preservação Ferroviária - ABPF, voltando a exibir a numeração e o padrão de pintura que utilizava na Cia Mogiana.

### RFFSA
- Três GL8 da RFFSA 13ª Regional tiveram seus truques trocados com os de G12 A-1-A para torna-las B-B, tendo assim diminuído seu tanque e criado um passadisso diferente em sua frente. Posteriormente uma foi baixada e as duas remanescentes tiveram seus truques novamente trocados por B-B quando houve disponibilidade desses nas oficinas.

- A GL8 4008 foi baixada pela RFFSA 13ª Divisão e encostada em Santa Maria-RS por vários anos até que a RFFSA 11ª divisão (Parana-Sta. Catarina) regional Tereza Cristina (ainda respondiam pela mesma divisão) reconstruiu-a com ajuda das SR-5 e SR-6 e de outra GL8 também baixada.
- A 4008 hoje encontra-se em poder da FTC/Transferro, tendo operado como manobreira tanto na FTC quanto na extinta Ferropar nos anos de 2000 a 2001.